# 東米泉町
東米泉町（ひがしこめいずみちょう）は、愛知県瀬戸市菱野連区の町名。丁番を持たない単独町名である。

## 地理
- 瀬戸市の南部に位置する[8]。西を西米泉町、北を白山町、東を石田町、南を南山口町・弁天町と隣接している[8]。
- 北部に県道が通り、沿道より都市化が進む[8]。

### 河川
- 矢田川（山口川）[8] ： 町の南端、弁天町との町境を西流している。
- 米泉川（矢田川支流）[8] ： 町の東端、石田町との町境を南流し、南東端で矢田川に注ぎ込んでいる。

- 矢田川（東米泉町・弁天町境）
- 米泉川（東米泉町・石田町境）
- 矢田川と米泉川の合流点[注釈 1]

### 学区
市立小・中学校に通う場合、学区は以下の通りとなる。また、公立高等学校普通科に通う場合の学区は以下の通りとなる。
| 番・番地等 | 小学校               | 中学校             | 高等学校 |
| ---------- | -------------------- | ------------------ | -------- |
| 全域       | 瀬戸市立幡山西小学校 | 瀬戸市立幡山中学校 | 尾張学区 |

## 歴史

### 町名の由来
昔、この辺りは清水が湧き、また近くの釜ケ洞池からはきれいな水が流れてきて、米作りに適した水が豊富であったことから米泉と呼ばれるようになった。町名設定の際、東西に二分し、東方の当地を東米泉町としたと推察される。

### 沿革
- 1978年（昭和53年）12月26日 - 瀬戸市大字菱野字宮前・東島・米泉・仲切・二本木・福元・台六・白山下・山字の各一部により、同市東米泉町として成立[2]。

## 世帯数と人口
2024年（令和6年）2月1日現在の世帯数と人口は以下の通りである。
| 町丁     | 世帯数  | 人口  |
| -------- | ------- | ----- |
| 東米泉町 | 211世帯 | 409人 |

### 人口の変遷
国勢調査による人口の推移
| 1995年（平成7年）  | 400人 | [ 12 ] |  |
| 2000年（平成12年） | 418人 | [ 13 ] |  |
| 2005年（平成17年） | 433人 | [ 14 ] |  |
| 2010年（平成22年） | 440人 | [ 15 ] |  |
| 2015年（平成27年） | 415人 | [ 16 ] |  |
| 2020年（令和2年）  | 390人 | [ 17 ] |  |

### 世帯数の変遷
国勢調査による世帯数の推移。
| 1995年（平成7年）  | 143世帯 | [ 12 ] |  |
| 2000年（平成12年） | 153世帯 | [ 13 ] |  |
| 2005年（平成17年） | 182世帯 | [ 14 ] |  |
| 2010年（平成22年） | 183世帯 | [ 15 ] |  |
| 2015年（平成27年） | 190世帯 | [ 16 ] |  |
| 2020年（令和2年）  | 182世帯 | [ 17 ] |  |

## 交通

### 鉄道
町内に鉄道は走っていない。最寄り駅は愛知環状鉄道・愛知環状鉄道線瀬戸口駅になる。

### バス
名鉄バス「本地ヶ原線」
- 【35】名鉄バスセンター - 引山 - 四軒家 - 本地ヶ原 - 菱野団地 系統 ： 米泉町バス停

瀬戸市コミュニティバス「上之山線」
- 瀬戸駅前 - 文化センター - 山口駅 - サンヒル上之山 - 八草駅 系統 ： 東米泉町バス停

- 米泉町バス停
- 東米泉町バス停

### 道路
愛知県道22号瀬戸環状線 ： 町の北部を東西に通っている。

## 施設
- 珈琲屋紅爐 ： 開放感のあるテラス席と美しいバラに囲まれた空間が人気のカフェ[18]。
- 東米泉ちびっこ広場 ： 町の西部にある小さな公園。ブランコ・すべり台・ジャングルジム・シーソーなどの遊具がある。

- 珈琲屋紅爐
- 東米泉ちびっこ広場

## その他

### 日本郵便
- 郵便番号 : 489-0944[6]（集配局：瀬戸郵便局[19]）。